# Schizobopyrina bruscai
Schizobopyrina bruscai là một loài chân đều trong họ Bopyridae. Loài này được Campos & Campos miêu tả khoa học năm 1990.